# Ломницкий, Марьян Алоиз
Марьян Алоиз Ломницкий (1845—1915) — польский натуралист, который занимался энтомологией, палеонтологией и геологией. Опубликовал ряд работ, из которых крупнейшими являются каталог жуков Галичины (1884 год) и Геологический атлас Галичины (1905 год). Отец натуралиста Ярослава Ломницкого.

## Биография
Родился 9 сентября 1845 года в семье обнищавшего польского шляхтича Якуба Ломницкого и Магдалены Борковской в селе Баворов (на территории нынешней Тернопольской области Украины).
Детство проходило в селе Баворов, где он окончил начальную школу. Затем родители отправляют его на учёбу во Львов в Академическую Гимназию. Именно здесь у Ломницкого проявляется склонность к естественным наукам, и немалая заслуга в этом была у его учителей: Максимилиана Сила-Новицкого, который преподавал зоологию и Северина Плахеткы, преподававшего геологию.
В 1864 году он получает стипендию известного галицкого магната и филантропа Владимира Дидушицкого. Эта стипендия позволила ему на три года переехать в Краков, где он продолжал изучать естественные науки, а в 1867 поступил в Венский университет. Здесь он углубленно изучает геологию у Э. Суесса и палеонтологию в Р. Кнера, знакомится с Л. Миллером и Эдмундом Райттером.
В 1867 году Ломницкий вместе с Л. Миллером и Эдмундом Райттером организуют первую экспедицию на Черногору. Их маршрут проходил через Коломию, Косов, Жабье (теперь пгт. Верховина), Бистрень и Черногорский хребет. В экспедиции они проводили сборы жуков, в результате чего в 1868 году Ломницкий публикует свою первую известную научную статью — список жуков Черногоры. В ней он впервые дал характеристику высотном распределения различных видов.
В 1867 году он контактирует с Комиссией физиографических Краковского Научного Общества, которое впоследствии стало Академией Умений, где он и опубликовал свою первую научную работу. В 1868 году в Вене он сдал экзамен на учителя средней школы.
В 1868 году года возвращается во Львов, где работает в Гимназии имени императора Франца Иосифа. В 1969 году перебирается в Станислав (ныне Ивано-Франковск), где преподает зоологию в здешней Гимназии. В течение следующих девяти лет он работает над собранием насекомых окрестностей Станислава, основав целую энтомологическую школу. И в 1875 году публикует научную работу «Жуки собранные в окрестностях Станислава». Это самая большая и основательным работа посвященная фауне жуков города. В работе он приводит данные о нахождении 750 видов жесткокрылых.
В 1871 году он женится, а 1873 году у него рождается сын Ярослав Людомир, который также стал известным натуралистом.
В 1877 и 1878 годах участвует в двух экспедициях в «Горы Солотвинские» (Центральные Горганы). Исследования касались не только фауны жуков, но и прямокрылых и рыб. В опубликованной по результатам экспедиции, статьи, он приводит 239 видов жуков. Аналогичную экспедицию были снаряжены в 1880 году в верховье реки Лимницы.
В 1879 году переезжает во Львов, где живёт до конца своей жизни. Здесь он работает в IV Львовской Гимназии и одновременно с 1878 по 1882 год работает преподавателем зоологии в Высшей Полеводческой Школе в Дублянах. Также он публикует ряд статей с дополнениями к фауне жуков Галичины. Наиболее фундаментальной его работой, обобщившей все его предыдущие исследования, стал каталог жуков Галичины (1884 год) на латинском языке. В этой работе он приводил 3182 видов и 130 вариаций жуков. Впоследствии он публикует колеоптерологичний список окрестностей Львова в четырёх томах (1890—1906) и список жуков Польши (1913 год). Самым важным трудом по геологии стал «Геологический атлас Галичины».
В 1905 году он занимает должность куратора отдела зоологии Музея имени Дидушицких (ныне Государственный природоведческий музей) во Львове, которому передает все свои коллекционные сборы, накопленные за 35 лет научной деятельности.
Умер Марьян Алоиз Ломницкий 26 октября 1915 года и похоронен на Лычаковском кладбище во Львове.

## Награды
Признанием научных заслуг Марьяна Алоиза Ломницкого стало награждение его орденом императора Франца Иосифа I (1904 год), присвоение ему почетного доктора философии Львовского университета (1912 год), почетного члена Польского общества естествоиспытателей им. Коперника (1909 год) и Татранского Общества (1912 год) .

## Научные труды
1. Łomnicki M. Spisy chrząszczów. 1. Z okolicy Drohobycza. 2. Z okolicy Bochni. 3. Z okolicy Tarnopola // Sprawozdanie Komisyi Fizyjograficznej. — Kraków, 1867. — 1. — S. 141—144;
2. Łomnicki M. Wycieczka na Czarnogórę // Sprawozdanie Komisyi Fizyjograficznej. — Kraków, 1868a. — 2. — S. 132—152;
3. Łomnicki M. Spisy chrząszczów. Małkowice obok Gródka (okręg Lwowski), także okolicy Tarnopola // Sprawozdanie Komisyi Fizyjograficznej. — Kraków, 1868b. — 2. — S. 153;
4. Łomnicki M. Zapiski z wycieczki podolskiej odbytej w roku 1869 pomiędzy Seretem, Zbruczem a Dniestrem // Sprawozdanie Komisyi Fizyjograficznej. — Kraków, 1870. — 4. — S. 41-85;
5. Łomnicki M. Wykaz dodatkowy chrząszczów galicyjskich // Sprawozdanie Komisyi Fizyjograficznej. — Krakow, 1874. — 8. — S. 12-18;
6. Lomnicki M. Chrzaszcze zebrane w okolicy Stanislawowa // sprawozdanie komisyi fizyjograficznej, T. 20. — Krakow, 1875. — s. 154—184;
7. Łomnicki M. Sprawozdanie z wycieczki zoologicznej odbytej na Podolu w r. 1876 pomiędzy Seretem, Zbruczem a Dniestrem // Sprawozdanie Komisyi Fizyjograficznej. — Kraków, 1877. −11. — S. 128—151;
8. Łomnicki M. Wykaz chrząszczów nowych dla fauny galicyjskiej // Sprawozdanie Komisyi Fizyjograficznej. — Kraków, I877. — 11. — S. 151—152;
9. Łomnicki M. Wykaz chrząszczów nowych dla fauny galicyjskiej // Sprawozdanie Komisyi Fizyjograficznej. — Kraków, 1879. — 13. — S. 221—223;
10. Łomnicki M. Chrząszcze zebrane w górach Sołotwińskich // Sprawozdanie Komisyi Fizyjograficznej. — Kraków, 1880. — 14. — S. 3-12;
11. Łomnicki M. Sprawozdanie z wycieczki entomologicznej w góry Stryjskie podjętej w r. 1880 // Sprawozdanie Komisyi Fizyjograficznej. — Kraków, 1882. — 16. — S. 240—254;
12. Łomnicki M. Catalogus Coleopterorum Haliciae. — Leopoli, 1884. — S. 1-43;
13. Łomnicki M. Muzeum imienia Dzieduszyckich we Lwowie. Dział 1. Zoologiczny oddział zwierząt bezkręgowych. Chrząszcze (Coleoptera). — Lwów, 1886. — S. 1-77;
14. Łomnicki M. Fauna Lwowa i okolicy. 1. Chrząszcze (Coleoptera). (Tęgoskrzydłe). Cz. 1 // Sprawozdanie Komisyi Fizyjograficznej. — Kraków, 1890. — 25. — S. 141—217;
15. Łomnicki M. Wykaz chrząszczów nowych dla fauny Galicyi // Sprawozdanie Komisyi Fizyjograficznej. — Kraków, 1891. — 26. — S. 16-25;